# Wohn- und Wirtschaftsgebäude Hempstraße 6

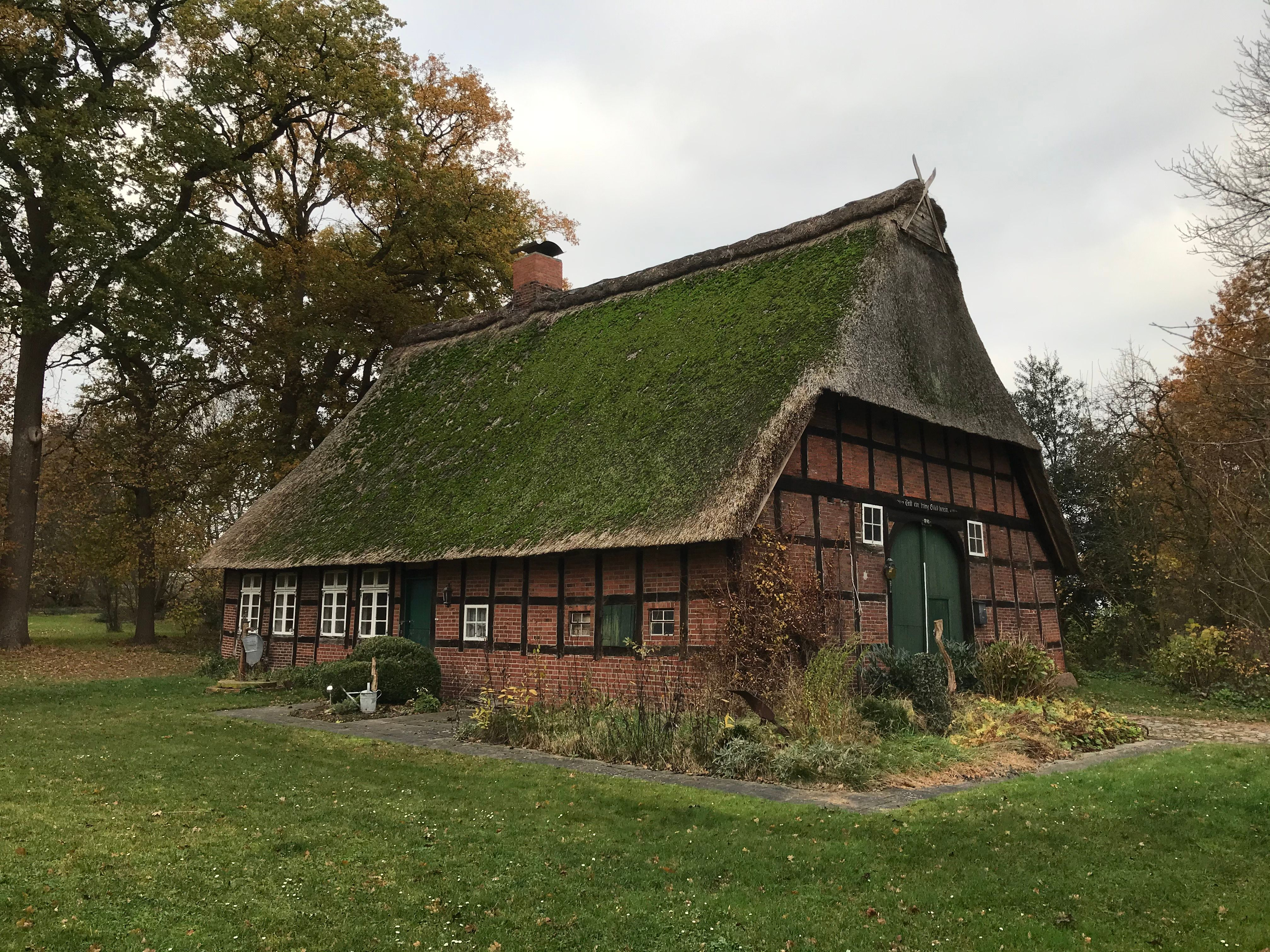
Süd- und Ostfassade (2020)

Das Wohn- und Wirtschaftsgebäude Hempstraße 6 in der niedersächsischen Gemeinde Selsingen, Ortsteil Granstedt, wurde in der ersten Hälfte des 19. Jahrhunderts gebaut. Aktuell (2025) wird es zum Wohnen genutzt.
Das Gebäude steht unter Denkmalschutz (siehe auch Liste der Baudenkmale in Selsingen).

## Geschichte und Beschreibung
Das bis 1974 selbstständige Dorf Granstedt gehört zur Samtgemeinde Selsingen im heutigen Landkreis Rotenburg (Wümme).
Das eingeschossige giebelständige Wohn- und Wirtschaftsgebäude als Zweiständer-Hallenhaus in Fachwerk mit Steinausfachungen, reetgedecktem Krüppelwalmdach, Niedersachsengiebel mit Uhlenloch, Pferdeköpfen und der Grooten Door mit Korbbogen, wurde 1840 (Inschrift) gebaut. Im Inneren blieb das Gerüst und das bauzeitliche Kieselflett (Küche mit früher offener Feuerstelle) erhalten. An den seitlichen Wänden wurden Veränderungen am Fachwerk vorgenommen.
Das Landesdenkmalamt befand u. a.: „… ein regionstypisches Hallenhaus der ersten Hälfte des 19. Jahrhunderts in Zweiständerkonstruktion ….“